# Elias Kolega
Elias Kolega (* 23. Mai 1996 in München, Deutschland) ist ein ehemaliger kroatischer Skirennläufer. Er war auf die technischen Disziplinen Slalom und Riesenslalom spezialisiert. Sein jüngerer Bruder Samuel Kolega ist ebenfalls Skirennläufer.

## Biografie
Mit 15 bestritt Kolega seine ersten FIS-Rennen auf seinem Hausberg Sljeme bei Zagreb. Bereits ein Jahr später nahm er in Schladming erstmals an Weltmeisterschaften teil und klassierte sich im Riesenslalom auf Rang 69. Im März 2014 schnitt er bei den Juniorenweltmeisterschaften in Jasná nur unwesentlich besser ab, konnte sich aber bei drei weiteren JWM-Teilnahmen steigern und gewann 2016 in Sotschi die Bronzemedaille im Slalom hinter seinem Teamkollegen Istok Rodeš. Seit der Saison 2013/14 geht er im Europacup an den Start und erreichte bislang drei Platzierungen unter den besten zehn.
Am 6. Januar 2015 gab er im Slalom von Zagreb sein Weltcup-Debüt. Erst zwei  Jahre später bestritt er am selben Ort sein zweites Rennen. Bei seinem dritten Antreten bei Weltmeisterschaften erzielte er in St. Moritz zum ersten Mal ein Slalom-Ergebnis, kam aber über einen 60. Platz nicht hinaus. Nachdem er auch einige Male im Riesenslalom an den Start gegangen war, gewann er mit Rang 21 im Slalom von Wengen am 14. Januar 2018 seine ersten Weltcuppunkte. Bei seinen ersten Olympischen Winterspielen in Pyeongchang belegte er Rang 23 im Slalom. Am 13. Januar 2019 fuhr er im Slalom von Adelboden mit Startnummer 48 überraschend auf den sechsten Platz.
Nach einer schweren Verletzung im Sommertraining 2020 verlor er den Anschluss an die Weltspitze und gab im April 2022 seinen Rücktritt bekannt. Zukünftig wird er neben Georg Streitberger Assistenztrainer im Europacupteam des ÖSV.
Elias und sein Bruder Samuel wurden bzw. werden von Ivica Kostelić und dessen Vater Ante Kostelić trainiert. Sie leben in Zagreb.

## Erfolge

### Olympische Spiele
- Pyeongchang 2018: 23. Slalom

### Weltmeisterschaften
- Schladming 2013: 69. Riesenslalom
- Vail/Beaver Creek 2015: 42. Riesenslalom
- St. Moritz 2017: 60. Slalom
- Åre 2019: 21. Slalom, 37. Riesenslalom

### Weltcup
- 1 Platzierung unter den besten zehn

### Weltcupwertungen
| Saison  | Gesamt | Gesamt | Slalom | Slalom |
| Saison  | Platz  | Punkte | Platz  | Punkte |
| ------- | ------ | ------ | ------ | ------ |
| 2017/18 | 141.   | 10     | 49.    | 10     |
| 2018/19 | 73.    | 81     | 25.    | 81     |
| 2019/20 | 117.   | 28     | 42.    | 28     |

### Europacup
- Saison 2018/19: 6. Slalomwertung
- 5 Platzierungen unter den besten zehn, davon 2 Podestplätze

### Juniorenweltmeisterschaften
- Jasná 2014: 59. Riesenslalom
- Hafjell 2015: 26. Slalom, 39. Riesenslalom
- Sotschi 2016: 3. Slalom, 17. Riesenslalom
- Åre 2017: 9. Slalom, 17. Riesenslalom

### Weitere Erfolge
- 10 Siege in FIS-Rennen